# Brighton & Hove Albion Football Club 2016-2017
Questa voce raccoglie le informazioni riguardanti il Brighton & Hove Albion Football Club nelle competizioni ufficiali della stagione 2016-2017.

## Stagione
I Seagulls, hanno partecipato nella stagione 2016-2017 alla Championship, secondo livello del calcio inglese, e alle due massime coppe nazionali. Nella coppa di Lega inglese, sono usciti al terzo turno, eliminati dal Reading; mentre in FA Cup hanno raggiunto il quarto turno eliminatorio, venendo sconfitti sorprendentemente 3-1 dal Lincoln City. In campionato, hanno conquistato la promozione in massima serie, dopo 34 anni di assenza, in virtù del 2º posto finale alle spalle del Newcastle.

## Maglie e sponsor
Sponsor tecnico Nike
| Manica sinistra · Manica sinistra · Maglietta · Maglietta · Manica destra · Manica destra · Pantaloncini · Pantaloncini · Calzettoni |  | Manica sinistra · Maglietta · Maglietta · Manica destra · Pantaloncini · Pantaloncini · Calzettoni |  | Manica sinistra · Maglietta · Maglietta · Manica destra · Pantaloncini · Calzettoni |

## Rosa
| N. |                        | Ruolo | Calciatore          |
| -- | ---------------------- | ----- | ------------------- |
| 1  | Finlandia (bandiera)   | P     | Niki Mäenpää        |
| 2  | Spagna (bandiera)      | D     | Bruno Saltor        |
| 3  | Camerun (bandiera)     | D     | Gaëtan Bong         |
| 4  | Germania (bandiera)    | D     | Uwe Hünemeier       |
| 5  | Inghilterra (bandiera) | D     | Lewis Dunk          |
| 6  | Inghilterra (bandiera) | C     | Dale Stephens       |
| 7  | Israele (bandiera)     | C     | Beram Kayal         |
| 8  | Rep. Ceca (bandiera)   | C     | Jiří Skalák         |
| 9  | Inghilterra (bandiera) | A     | Sam Baldock         |
| 10 | Israele (bandiera)     | A     | Tomer Hemed         |
| 11 | Francia (bandiera)     | C     | Anthony Knockaert   |
| 12 | Belgio (bandiera)      | D     | Sébastien Pocognoli |
| 13 | Inghilterra (bandiera) | P     | David Stockdale     |
| 14 | Inghilterra (bandiera) | C     | Steven Sidwell      |

| N. |                             | Ruolo | Calciatore       |
| -- | --------------------------- | ----- | ---------------- |
| 15 | Scozia (bandiera)           | C     | Jamie Murphy     |
| 16 | Danimarca (bandiera)        | P     | Casper Ankergren |
| 17 | Inghilterra (bandiera)      | A     | Glenn Murray     |
| 18 | Inghilterra (bandiera)      | D     | Connor Goldson   |
| 20 | Inghilterra (bandiera)      | C     | Solly March      |
| 21 | Irlanda del Nord (bandiera) | C     | Oliver Norwood   |
| 22 | Irlanda (bandiera)          | D     | Shane Duffy      |
| 23 | Inghilterra (bandiera)      | D     | Liam Rosenior    |
| 24 | Inghilterra (bandiera)      | C     | Rohan Ince       |
| 25 | Norvegia (bandiera)         | D     | Vegard Forren    |
| 27 | Inghilterra (bandiera)      | D     | Fikayo Tomori    |
| 28 | Inghilterra (bandiera)      | A     | Chuba Akpom      |
| 29 | Irlanda (bandiera)          | C     | Richie Towell    |